# Muggiaea bargmannae
Muggiaea bargmannae är en nässeldjursart som beskrevs av Totton 1954. Muggiaea bargmannae ingår i släktet Muggiaea och familjen Diphyidae. Inga underarter finns listade i Catalogue of Life.